# دانييلا صوفيا
دانييلا صوفيا(ولدت 2 ديسمبر 1983) هي ممثلة برتغالية معروفة بدورها بلي كينسي في NCIS. بدأت مشوارها مع التمثيل في سن الـ 16 في المسلسلات البرتغالية . فازت دانييلا بمسابقة الرقص للمشاهير في البرتغال.

## وصلات خارجية
- دانييلا صوفيا على موقع IMDb (الإنجليزية)
- دانييلا صوفيا على موقع روتن توميتوز (الإنجليزية)
- دانييلا صوفيا على موقع ألو سيني (الفرنسية)
- دانييلا صوفيا على موقع أول موفي (الإنجليزية)
- دانييلا صوفيا على موقع إن إن دي بي (الإنجليزية)
- دانييلا صوفيا على موقع قاعدة بيانات الفيلم (الإنجليزية)
- دانييلا صوفيا على موقع كينوبويسك (الروسية)